# Andreas Koch (Buchdrucker)
Andreas Koch (gestorben nach dem 19. Mai 1656 vermutlich in Glückstadt) war ein Buchdrucker.

## Leben
Die Namen von Kochs Eltern sind unbekannt, ebenso Geburtsort und Datum. Er machte eine Ausbildung zum Buchdrucker, wobei auch hier unklar bleibt, wo dies geschah. Da ihn dänische Literatur als „deutschen Drucker“ nennt, kann er nicht aus den Herzogtümern Schleswig oder Holstein gekommen sein.
Ungesicherten Angaben zufolge zog Koch 1625 nach Kopenhagen. In den Akten der dortigen Universität ist er erstmals 1626 aufgrund nicht approbierter Drucke genannt. Von ihm erstellte Drucke sind ab dem Folgejahr erhalten geblieben. Koch druckte zumeist dänischsprachige Werke. Er selbst gab an, der Sprache nicht mächtig zu sein. Aufgrund von Vorwürfen, er habe für Studenten ein „buhlerisches“ Lied gedruckt, kann er dies auch zu seinem eigenen Schutz behauptet haben. Während seiner ersten Jahre übernahm er keine größeren bedeutenden Aufträge.
König Christian IV. gründete im 17. Jahrhundert Glückstadt und suchte hier einen Drucker. Koch bewarb sich um diese Position und setzte sich gegen mehrere andere Kandidaten durch, die vermutlich zu hohe Forderungen stellten. Im November 1632 erhielt er das entsprechende Privileg. Anfang April 1633 hielt er sich noch in Kopenhagen auf und bekam von der Rentenkammer sein erstes Jahresgehalt. Kurze Zeit später begann er vermutlich mit seiner Arbeit in Glückstadt. 1633 erstellte er mehrere Drucke. Dazu gehörten seit 1630/31 existierende Privilegien der in der Stadt lebenden Sephardim und Niederländer, mit denen für die Stadt geworben werden sollte.
Kochs Druckerei war das erste eigenständige Unternehmen dieser Art, das dauerhaft in einer schleswig-holsteinischen Stadt existierte. Dies resultierte aus der Entscheidung Christian IV., in Glückstadt die Regierungs- und Justizkanzlei für den königlichen Anteil der Herzogtümer anzusiedeln. Kochs Unternehmung finanzierte sich primär durch amtliche Aufträge. Als Drucker erhielt er einen Jahreslohn in Höhe von 100 Reichstalern, der die Erstellung von Mandaten und Plakaten in der Größe eines Bogens einschloss. Darüber hinaus druckte er für Privatleute aus Glückstadt und dem Umland Hochzeitsgedichte, Leichenpredigten und andere Werke. Er selbst wird nicht als eigenständiger Verleger genannt und arbeitete nur gelegentlich mit anderen Verlegern zusammen.
Das größte von ihm gedruckte Werk schuf Koch 1641/42 mit der Geistlichen Rüstkammer von Johannes Rotlöben, der in Glückstadt als Hofprediger wirkte. Das drei Bände umfassende Erbauungsbuch im Oktavformat hatte circa 1300 Seiten. Bedeutend waren auch drei Bücher, die der Zollverwalter Søren Terkelsen, vermutlich auf eigene Rechnung, bei ihm in Auftrag gab. Dies waren Übersetzungen der Insomnis cura parentum von Johann Michael Moscherosch, die ersten beiden Bücher von Honoré d’Urfés L’Astrée und der erste Teil der dänischen Liedersammlung Astree Siunge-Choer, die Terkelsen selbst geschrieben hatte. Diese Bücher zählen zu den frühen Titeln der Barockliteratur Dänemarks. Ungewöhnlich für eine Produktion in Glückstadt war dabei nicht nur die dänische Sprache, sondern auch, dass es sich um weltliche, belletristische Werke handelte. Außerdem waren sie sehr aufwändig gestaltet: beide Übersetzungen beinhalteten Kupferstiche, die Liedersammlung gedruckte Noten.
Koch erreichte mit seinen Arbeiten für die Regierung und Privatleute nicht den Büchermarkt. Er druckte viel, doch nur die Bücher Terkelsens verschafften ihm überregionale Bedeutung. Seine Drucke sind ein Beispiel für derartige Erzeugnisse der staatlichen Verwaltung und des Bürgertums in der ersten Hälfte des 17. Jahrhunderts.
Nach dem Tode Kochs ruhte die hinterlassene Druckerei 1657 und 1658 nahezu komplett. Der Grund hierfür kann der Zweite Nordische Krieg und dessen Folgen gewesen sein. Kochs einziger bezeugter Sohn Melchior (1659–1680) übernahm die Druckerei. 1659 bekam er ein Privileg als königlicher Buchdrucker. Die Offizin wurde 1775 von Jakob Johann Augustin übernommen und bestand als Druckerei J. J. Augustin in Glückstadt über 350 Jahre an unveränderter Stelle.